# Osteocalcin
Osteocalcin (Synonym: "bone γ-carboxylglutamic acid-containing protein" oder: "BGP", das Gen: BGLAP) ist ein 1975 entdecktes Peptidhormon im Körper der meisten Wirbeltiere. Es wird im Knochen durch die Osteoblasten und im Zahn durch Odontoblasten gebildet und bindet an Hydroxylapatit und Calcium. Es ist Teil (ein bis zwei Prozent) der extrazellulären nichtkollagenen Knochenmatrix. Osteocalcin ist ein Marker des Knochenaufbaues und inhibiert die Mineralisierung des Knochens. Osteocalcin konnte in vollständig erhaltener Form aus den Knochen des Neandertalers extrahiert werden. In Mäusen regen bereits kleinste Mengen Osteocalcin die Insulinausschüttung und den Abbau von Fettzellen an.

## Aufbau und Funktion
Das Osteocalcin des Menschen besteht aus 49 Aminosäuren. Osteocalcin wird beim Menschen durch ein Gen auf dem Chromosom 1q25-q31 codiert. Seine Synthese wird in Osteoblasten von 1,25(OH)VitD3 induziert. Die Ausschaltung des Gens führt im Experiment bei Mäusen zu einer abnorm erhöhten Knochenmineralisierung und Zunahme der Knochensubstanz bei gleichzeitig verminderter Bruchfestigkeit und Einengung des Markraumes, ein Merkmal der Osteopetrose (Marmorknochenkrankheit).
Osteocalcin enthält Glutamylreste, welche mithilfe des Kofaktors Vitamin K und des Enzyms Γ-Glutamylcarboxylase γ-carboxyliert werden müssen, bevor Osteocalcin im Knochen aktiv Calcium binden kann. Die Knochenmatrix enthält ca. 2 % Osteocalcin. Die calciumbindende Eigenschaft hat Osteocalcin mit anderen Calcium-bindenden Proteinen (z. B. Calbindin oder spezifischen Faktoren der Gerinnung) gemeinsam.
Neueste, für den Menschen noch zu erhärtende Forschungserkenntnisse weisen dem Osteocalcin eine den Blutzucker senkende und den Fettabbau fördernde Funktion zu. Osteocalcin wirkt auf den Zuckerstoffwechsel offenbar a) direkt: durch Stimulierung der Insulinproduktion in den β-Zellen der Langerhans-Inseln der Bauchspeicheldrüse; und möglicherweise b) indirekt: durch Förderung der Freisetzung von Adiponectin, welches die Wirksamkeit von Insulin erhöht. Osteocalcin bewirkt offenbar einen vermehrten Fettabbau in den Körperfettdepots. Im Tierversuch erwiesen sich Mäuse mit hohen Osteocalcinwerten im Serum gleichsam resistent gegen Diabetes mellitus und Adipositas, im Gegenzug erkrankten Mäuse mit fehlendem Osteocalcin im Serum an Diabetes mellitus und Adipositas. Die neu entdeckten Stoffwechselfunktionen des Osteocalcins bedingen möglicherweise neue Ansätze zur Diabetes-II-Therapie.
Im Februar 2011 veröffentlichte eine US-amerikanische Forschungsgruppe die Ergebnisse von Untersuchungen die darauf hinweisen, dass Osteocalcin die Fruchtbarkeit männlicher Mäuse fördert. Durch Bindung an einen G-Protein-gekoppelten Rezeptor in den Leydig-Zellen des Hodens, reguliert es in CREB-abhängiger Weise die Expression von Enzymen, die für die Testosteron-Produktion notwendig sind. Dadurch bedingt Osteocalcin das Überleben männlicher Keimzellen. Andererseits scheint es aber keinerlei Einfluss auf die Östrogen-Produktion in weiblichen Tieren zu haben. Damit wurde erstmals ein regulierender Einfluss des Skeletts auf die Fruchtbarkeit nachgewiesen.
Osteocalcin beeinflusst im Gehirn die Produktion von Neurotransmittern wie Serotonin, Dopamin und weiteren. Es unterstützt so Lernen und räumliches Gedächtnis. Im Laborversuch scheint Osteocalcin bei Mäusen altersbedingt verschlechterte Leistungen in Gedächtnisaufgaben und dem Erkennen neuer Gegenstände wieder zu verbessern.

## Laborwerte
Osteocalcin ist ein Marker der Knochenbildung mit guter diagnostischer Spezifität.
Osteocalcin kann im Blut und Urin nachgewiesen werden. Die dazu genutzte Bestimmungsmethode ist ein Chemilumineszenz-Immunassay. Man bestimmt das Osteocalcin zur Beurteilung des Knochenumsatzes bei Osteoporose oder Plasmozytom. Mit dem Osteocalcinspiegel kann man auch die Wirksamkeit einer Calcitriol-Therapie überprüfen.
Osteocalcin hat eine Plasmahalbwertszeit von 4 Minuten. Es wird über die Niere ausgeschieden.
Bei einer reduzierten Nierenfunktion können erhöhte Osteocalcinwerte nur bedingt verwertet werden. Ebenso können bei einzelnen Personen Erbfaktoren (Varianten des Vitamin-D-Rezeptors) für veränderte Werte verantwortlich sein.
erhöhte Werte
- Primärer und sekundärer Hyperparathyreoidismus,
- high-turnover Osteoporose,
- Knochenmetastasen bei Malignomen,
- Osteodystrophia deformans,
- Osteomalazie,
- Hyperthyreose,
- Niereninsuffizienz

erniedrigte Werte
- Hypoparathyreoidismus,
- low-turnover Osteoporose,
- längere Cortisontherapie,
- rheumatoide Arthritis

Der Normalbereich bei Kindern und Jugendlichen zwischen 2 und 17 Jahren liegt bei 2,8 bis 41 µg/l, wobei ein starker Anstieg während des pubertären Wachstumsschubes zu verzeichnen ist. Bei Erwachsenen liegt der Normalbereich bei 3 bis 14 µg/l.